# Karin Mack
Karin Mack née en 1940 à Vienne est une photographe autrichienne. Elle fait partie du mouvement d'avant-garde féministe,.

## Biographie
Karin Mack est née à Vienne en 1940. Elle travaille comme photographe d'architecture jusqu'en 1978. Elle effectue des études d'histoire de l'art et d'italien à l'Université de Vienne. Elle réalise plusieurs documentaires basés sur l'art et la culture de Vienne jusqu'en 1980. De 1977 à 1982, elle s'implique dans le groupe Intakt (Groupe d'action international pour les femmes artistes) afin d'améliorer la situation des femmes artistes.
De 1994 à 2005, Karin Mack vit aux Pays-Bas. Depuis 2008, elle est membre de l'initiative photographique et médiatique de Basse-Autriche Fluss et du Künstlerhaus Wien. Entre 2014 et 2018, elle est commissaire d'expositions, dont Buchstaben, Worte, Texte in fotografischen Bildern, Experiment Analog et Ultima Thule/ Island als Naration.

## Œuvre photographique
Dans les années 1970, l'exposition Photocostallations de Gerhard Rühm lui donne l'idée de combiner plusieurs photos pour raconter une histoire. Ses premières séries Ironing Dream  en 1975 et Demolishing an Illusion en 1977 représente l'activité d'une femme au foyer comme une fin en soi,. Cependant, elle dénonce la violence de cette assignation en transperçant les images, de broches à rôtir et de clous. Dans les années 1980, elle réalise des séries de 3 photographies avec un autoportrait au centre. Entre 2012 et 2018, elle travaille sur L'identité européenne dans un monde global. Elle questionne l'influence de la mode dans la construction de l'identité chez les jeunes femmes.

## Expositions
- The self-portraits 1975–1985, Photo Gallery Vienna, 1985
- Woman in the picture / opposing positions, Museum of Modern Art, Passau, 2004
- Kunstwege '70. Photographs by Karin Mack, Wienmuseum, 2007  [10]
- Sound of Art, Museum der Moderne Salzburg, 2008
- IntAkt - The Pioneers, Work Show XIII, Photo Gallery Vienna, 2008[11]
- Me, Myself and Them, a group exhibition on the subject of self-portrait, Künstlerhaus Vienna, 2012
- On Screen - Current Photography from Austria, Fotohof Salzburg, 2012
- Experiment Analog. Photographic manuscripts in the digital age, Künstlerhaus Vienna, 2014
- Rabenmütter, Lentos Art Museum Linz, 2015
- Feminist avant-garde of the 1970s, Works from the Verbund collection, Vienne
- THE 1990s: Subversive Imaginations, Wien Museum Startgalerie Artothek, 2018
- Women House, National Museum of Women in the Arts, Washington, 2018
- The Beginning, Art in Austria between 1945 - 1980, Albertina Modern, Vienne, 2020
- Kunstwege '70 Fotografien von Karin Mack, Wien Museum Vienna Austria, 2021
- Hinter den Lidern, Leica Gallery, Prague, 2021

## Distinctions
- Prix Walter Buchebner, 1978
- Arbeitstipendium der Stadt Wien, 1980
- Römerquelle Kunstwettbewerb, 1982
- Staatsstipendium für bildende Kunst, 1985
- Verleihung des 'Goldenen Lorbeer's' des Künstlerhauses, Vienne, 2010
- Würdigungsausstellung der ÖBV, Vienne, 2013
- Prix de la Ville de Vienne pour les Beaux-Arts, 2016  [12]